# 森特鎮區 (堪薩斯州賴斯縣)
森特鎮區（英語：Center Township）為美國堪薩斯州賴斯縣轄下的鎮區。2010年美国人口普查中此鎮區人口有131人。

## 地理
森特鎮區涵蓋總面積為94.9平方（36.66平方英里），其中陸地面積為94.9平方（36.65平方英里），水域面積為0.026平方（0.01平方英里）或0.03%。

## 人口統計
根據2010年美國人口普查，森特鎮區人口有131人，其中男性有64人，女性有67人，人口密度為每平方公里1.38人，住房計46戶。鎮區內的白人有119人，非裔美國人有0人，美洲原住民有0人，亞裔美國人有0人，太平洋島裔美國人有0人，其他種族有12人，混血種族則有0人。此外鎮區內有12人為西班牙裔或拉丁裔美國人。此鎮區之年齡中位數為44.3歲，而男性年齡中位數為43.5歲，女性年齡中位數為44.4歲。

## 交通

### 主要公路
- 56號美國國道